# Osprey, Florida
Osprey är en ort (CDP) i Sarasota County, i delstaten Florida, USA. Enligt United States Census Bureau har orten en folkmängd på 6 100 invånare (2010) och en landarea på 13,5 km².